# Jarošov nad Nežárkou
Jarošov nad Nežárkou (německy Jareschau) je obec v okrese Jindřichův Hradec v Jihočeském kraji. Žije zde přibližně 1 100 obyvatel.

## Historie
První písemná zmínka o vesnici pochází z roku 1340. Název obce bývá spojován se jménem rytíře Jaroše, který byl zřejmě majitelem tvrze v minulosti stojící na místě dnešní fary.
Pro obec byl významný rok 1658. Jarošovská rychta dostala do své pečeti část slavatovského erbu – vpravo hledícího medvěda držícího korunovanou přilbici. Tento výjev je i součástí dnešního oficiálního obecního znaku.

## Přírodní poměry
Na území obce v katastrálním území Lovětín je přírodní památka Rybníky u Lovětína.

## Části obce
Obec Jarošov nad Nežárkou se skládá z osmi částí na sedmi katastrálních územích.
- Jarošov nad Nežárkou (i název k. ú.)
- Hostějeves (i název k. ú.)
- Kruplov (leží v k. ú. Jarošov nad Nežárkou)
- Lovětín (i název k. ú.)
- Matějovec (k. ú. Matějovec nad Nežárkou)
- Nekrasín (i název k. ú.)
- Pejdlova Rosička (i název k. ú.)
- Zdešov (i název k. ú.)

Od 1. ledna 1975 do 23. listopadu 1990 k obci patřil i Bednárec a od 1. ledna 1980 do 23. listopadu 1990 také Kamenný Malíkov.

## Doprava
Vesnice stojí u křižovatky silnic I/23 a I/34, na které se v ní napojují silnice II/132 a II/134. Jihovýchodně od vesnice vede železniční trať Havlíčkův Brod – Veselí nad Lužnicí, na které se nachází nádraží Jarošov nad Nežárkou.

## Krojová družina
V letech 1939–1941 učinila z Jarošova nad Nežárkou proslulou obec Jarošovská krojová družina Anny Skálové a Josefa Mikla, která se výrazně podílela na záchraně blatského kroje a přispěla i k jeho popularizaci na veřejnosti. Písně a národopisné scénky pro tuto družinu psala Klára Hůlková, která byla také spisovatelkou.
Po několikaleté odmlce se vytvořila družina nová, která se v současnosti snaží navázat na tradice družiny z první republiky.

## Pamětihodnosti
- Boží muka směrem na Jindřichův Hradec
- Bývalá pozdně gotická tvrz, na okraji Pejdlovy Rosičky
- Farní kostel sv. Prokopa, původně gotický kostel z 2. poloviny 14. století[5][6]
- kamenná sloupková boží muka na staré cestě do Jindřichova Hradce – údajně konec 14. století
- křížový kámen na Jonášových bahnech – 1709
- socha sv. Jana Nepomuckého (nyní na schodech ke kostelu) – 1719
- kamenná pokladnice v kostele sv. Prokopa – původ není věrohodně doložen
- kamenný most římského typu přes řeku Žirovničku – stáří není věrohodně doloženo
- kamenný kříž na hřbitově u kostela sv. Prokopa – 1718
- kaplička u silnice směrem na Hostějeves
- trojhranná boží muka na hranici jarošovského a bednáreckého katastru
- areál továrny v Hlubokodole – technická památka
- památník padlým z I. světové války s deskou oběti nacismu[7]

## Osobnosti
- František Fencl (1857–1948), místní rodák, rolník a politik, poslanec zemského sněmu[8][9]